# René Darde
 (janvier 2022).
René Darde est un architecte français né à Chatou dans les Yvelines le 13 janvier 1883 et mort à Sainte-Maxime (Var) le 5 mai 1960.
Il est considéré comme un des chefs de file du style néo-provençal. Il exerce principalement sur la Côte d'Azur et notamment dans les alentours de Sainte-Maxime où il réside pendant une cinquantaine d'années.

## Biographie
René Darde naît le 13 janvier 1883, à Chatou dans les Yvelines, de parents travaillant tous les deux sur un bateau-lavoir comme blanchisseurs sur les bords de Marne. Il est le dernier d’une fratrie de trois enfants, Gabrielle sa sœur a sept ans lorsqu’il naît et son frère Émile a trois ans. Ses parents Alphonse Darde et Joséphine Camus vivent une vie modeste. 
Peu d’informations nous permettent de connaître sa formation, cependant il est fréquemment mentionné son enrôlement à l’École des Beaux-Arts. On sait, grâce à son matricule militaire, qu’il réside à Paris dans le 11e arrondissement en 1904. 
Après un séjour à Menton, il revient en région parisienne vers 1911, et intègre l'agence de Henri Sauvage et Charles Sarazin. Ces derniers l'envoient à Sainte-Maxime pour suivre les avancées du Golf Hôtel, en train d'être construit à Beauvallon (Grimaud). Il fait la rencontre d'Alberte Santin, fille de Jules Santin, ancien courtier en grain à Marseille devenu promoteur immobilier à Sainte-Maxime. Le couple se marie en 1913, de cette union naissent trois filles : Jacqueline, Françoise et Monique.

## Le néo-provençal
Les villas néo-provençales de Darde auraient un plan composite et largement porté sur l’extérieur, par l’intermédiaire de loggias, de galeries percées d’arcs cintrés ou de terrasses parfois protégées d’une pergola. Sur la façade principale, traditionnellement celle au Sud, les ouvertures cintrées ou non s’alternent, en étant parfois accompagnées d’une ligne de tuile à la manière d’un haut-vent. Au niveau de la toiture, seule la génoise reste le motif indissociable du style. Quelques rappels aux éléments pittoresques comme la couleur de l’enduit, les pigeonniers, les carreaux vernissés et les fruits peuvent être agrémentés. La singularité du style de Darde se trouve dans ses entrées et portails, ses cheminées, mais surtout dans son utilisation, parfois excessive, de la tuile comme élément décoratif. 

## Réalisations notables
Il développe une activité prolifique sur une zone géographiquement très concentrée
- Le Clos de la Madrague (1925), à Sainte-Maxime pour l'écrivain Victor Margueritte[13].
- L'Arbois (1933), à Sainte-Maxime[14].
- Le Casino municipal (1929) à Sainte-Maxime.

## Publications
(janvier 2022).
- DARDE René, L’habitation provençale, Paris, Charles Massin & Cie éditeurs, collection de l’art régional en France, 5 mai 1926.
- DARDE René, Sainte-Maxime-sur-Mer : Travaux d'architecture, Strasbourg, Édari, 16 octobre 1933.